# 山田徳兵衛 (吉徳第10代当主)
山田 德兵衞（やまだ とくべえ、1896年5月14日 - 1983年12月21日）は、日本の実業家、人形問屋吉德の第10代当主、人形研究家、人形師。

## 経歴
東京に生まれ、出生名は庫吉であった。中央商業学校（中央学院大学中央高等学校の前身）に学ぶ。
1923年、関東大震災で店舗を失った吉德の再建にあたり、人形専門店への転換を進めた。吉德の経営者となると、東京独自の雛人形の形態を生み出し、雛人形のセット販売などで業績を伸ばした。
1927年、青い目の人形への「答礼人形」として58体の日本人形を製作してアメリカ合衆国へ贈る取り組みが行なわれた際にはこれに深く関わり、人形の企画製作にあたった。
1930年には、人形芸術運動に取り組むため、石井柏亭、笹川臨風、西沢笛畝らとともに童宝美術院を結成し、同人となる。同年には、日本人形研究会を設立し、初代会長となった。
1938年には、日独伊防共協定の成立を記念して大日本連合女子青年団と大日本連合婦人会が、アドルフ・ヒトラー総統とベニート・ムッソリーニ首相への贈呈を企画した「やまと人形」の製作にもあった、
戦前から、戦後にかけて、長く業界を代表する人物として活動し、日本人形研究会初代会長、日本玩具および人形連盟会長、日本人形協会会長、日本ひな人形協会名誉会長、浅草法人会会長などを歴任した。
1982年には、日本経済新聞に「私の履歴書」が連載された。
俳句をたしなみ、土偶と号した。色紙に揮毫を求められると、「一生童心」と書いた。

## おもな著書
- 『羽子板』芸艸堂、1937年。
  - 『羽子板』芸艸堂、1994年。
- 『京洛人形づくし』（山田徳兵衛 校）芸艸堂、1938年。
- 『日本人形史』富山房、1942年。
  - 『新編日本人形史』角川書店、1961年。
  - 『日本人形史』講談社〈講談社学術文庫〉、1984年。
- 『現代のおもちゃ』小学館、1943年。
- 『人形芸術』創元社〈創元選書〉、1953年。
- 『人形のいろいろ』朋文堂〈旅窓新書〉、1955年。
- 『土偶句集』（山田土偶 著）竹頭社、1959年。
- 『人形百話』未來社、1963年。
- 『土偶句集 第2』（山田土偶 著）竹頭社、1963年。
- 『日本の人形』保育社〈カラーブックス〉、1964年。
- 『たのしい人形づくり』（水上雄次 共著）国土社〈みつばちぶっくす14〉、1964年。
- 『日本の郷土玩具』鹿島研究所出版会、1967年。
- 『日本のおもちゃ』芳賀書店、1968年。
  - 『日本のおもちゃ』（増補改訂 再版）芳賀書店、1969年。
- 『土偶句集 第4』（山田土偶 著）東京美術、1976年。
- 『人形の世界』フレーベル館〈フレーベル新書〉、1976年。
- 槌田満文 編『吉徳人形ばなし』湖北社、1980年。
- 『吉徳これくしょん : 雛人形・五月人形・羽子板』東京堂出版、1983年。